# Igrzyska Afrykańskie 2011
10. Igrzyska Afrykańskie – multidyscyplinarne zawody sportowe, które odbyły się w Maputo pomiędzy 2 a 18 września 2011 roku. Mozambik po raz pierwszy w historii gościł imprezę tej rangi. Rywalizowano w dwudziestu dyscyplinach.

## Dyscypliny
- Badminton (6) (szczegóły)
- Boks (10) (szczegóły)
- Judo (14) (szczegóły)
- Lekkoatletyka (35) (szczegóły)
- Kajakarstwo (14) (szczegóły)
- Karate (16) (szczegóły)
- Kolarstwo (5) (szczegóły)
- Koszykówka (2) (szczegóły)
- Netball (1) (szczegóły)
- Pływanie (40) (szczegóły)
- Piłka nożna (2) (szczegóły)
- Piłka ręczna (2) (szczegóły)
- Piłka siatkowa (2) (szczegóły)
- Piłka plażowa (2) (szczegóły)
- Szachy (4) (szczegóły)
- Taekwondo (9) (szczegóły)
- Tenis stołowy (7) (szczegóły)
- Tenis ziemny (6) (szczegóły)
- Triathlon (2) (szczegóły)
- Żeglarstwo (4) (szczegóły)

## Państwa biorące udział w X Igrzyskach Afrykańskich
- Algieria
- Angola
- Benin
- Botswana
- Burkina Faso
- Burundi
- Demokratyczna Republika Konga
- Czad
- Dżibuti
- Egipt
- Etiopia
- Erytrea
- Gambia
- Gabon
- Ghana
- Gwinea
- Gwinea Bissau
- Gwinea Równikowa
- Kamerun
- Kenia
- Komory
- Kongo
- Lesotho
- Liberia
- Libia
- Madagaskar
- Malawi
- Mali
- Mauretania
- Mauritius
- Mozambik
- Namibia
- Nigeria
- Republika Środkowoafrykańska
- Południowa Afryka
- Republika Zielonego Przylądka
- Rwanda
- Senegal
- Seszele
- Sierra Leone
- Somalia
- Suazi
- Sudan
- Sudan Południowy
- Tanzania
- Togo
- Tunezja
- Uganda
- Wybrzeże Kości Słoniowej
- Wyspy Świętego Tomasza i Książęca
- Zambia
- Zimbabwe

## Klasyfikacja medalowa
Legenda:
     Organizator igrzysk (Mozambik)
| Lp. | Kraj                              | złoto | srebro | brąz | razem |
| --- | --------------------------------- | ----- | ------ | ---- | ----- |
| 1.  | Południowa Afryka                 | 61    | 55     | 40   | 156   |
| 2.  | Egipt                             | 32    | 14     | 20   | 66    |
| 3.  | Nigeria                           | 31    | 28     | 39   | 98    |
| 4.  | Tunezja                           | 29    | 26     | 13   | 68    |
| 5.  | Algieria                          | 22    | 29     | 33   | 84    |
| 6.  | Kenia                             | 14    | 14     | 22   | 50    |
| 7.  | Senegal                           | 8     | 8      | 17   | 33    |
| 8.  | Kamerun                           | 8     | 5      | 20   | 33    |
| 9.  | Etiopia                           | 6     | 10     | 12   | 28    |
| 10. | Angola                            | 6     | 10     | 10   | 26    |
| 11. | Zimbabwe                          | 6     | 7      | 2    | 15    |
| 12. | Ghana                             | 4     | 5      | 8    | 17    |
| 13. | Mauritius                         | 4     | 2      | 7    | 13    |
| 14. | Uganda                            | 4     | 1      | 3    | 8     |
| 15. | Botswana                          | 2     | 5      | 9    | 16    |
| 16. | Wybrzeże Kości Słoniowej          | 2     | 5      | 8    | 15    |
| 17. | Gabon                             | 2     | 2      | 1    | 5     |
| 18. | Sudan                             | 2     | 0      | 0    | 2     |
| 19. | Seszele                           | 1     | 4      | 9    | 14    |
| 20. | Mali                              | 1     | 2      | 2    | 5     |
| 21. | Rwanda                            | 1     | 2      | 0    | 3     |
| 22. | Namibia                           | 1     | 1      | 5    | 7     |
| 23. | Liberia                           | 1     | 0      | 1    | 2     |
| 24. | Burkina Faso                      | 1     | 0      | 0    | 1     |
| 25. | Mozambik                          | 0     | 4      | 8    | 12    |
| 26. | Kongo                             | 0     | 3      | 5    | 8     |
| 27. | Madagaskar                        | 0     | 2      | 3    | 5     |
| 28. | Zambia                            | 0     | 1      | 1    | 2     |
| 29. | Tanzania                          | 0     | 1      | 0    | 1     |
| 30. | Demokratyczna Republika Konga     | 0     | 0      | 6    | 6     |
| 31. | Lesotho                           | 0     | 0      | 3    | 3     |
| 32. | Niger                             | 0     | 0      | 2    | 2     |
|     | Suazi                             | 0     | 0      | 2    | 2     |
| 34. | Libia                             | 0     | 0      | 1    | 1     |
|     | Wyspy Świętego Tomasza i Książęca | 0     | 0      | 1    | 1     |
|     | Togo                              | 0     | 0      | 1    | 1     |

## Rekordy
| Data        | Dyscyplina                                    | Runda      | Rekordzista                                                  | Państwo           | Rezultat | Rekord | Status   |
| ----------- | --------------------------------------------- | ---------- | ------------------------------------------------------------ | ----------------- | -------- | ------ | -------- |
| 5 września  | 200 m stylem dowolnym – mężczyzn              | Finał      | Ahmed Mathlouthi                                             | Tunezja           | 1:48.95  |        | aktualny |
| 5 września  | 100 m stylem dowolnym – kobiet                | Finał      | Karin Prinsloo                                               | Południowa Afryka | 56.05    |        | aktualny |
| 6 września  | 400 m stylem zmiennym – mężczyzn              | Finał      | Chad le Clos                                                 | Południowa Afryka | 4:16.88  |        | aktualny |
| 6 września  | 100 m stylem motylkowym – mężczyzn            | Finał      | Jason Dunford                                                | Kenia             | 52.13    |        | aktualny |
| 6 września  | 200 m stylem dowolnym – kobiet                | Finał      | Karin Prinsloo                                               | Południowa Afryka | 1:59.84  |        | aktualny |
| 6 września  | 50 m stylem motylkowym – kobiet               | Finał      | Farida Osman                                                 | Egipt             | 27.08    |        | aktualny |
| 7 września  | sztafeta 4 × 200 m stylem dowolnym – mężczyzn | Finał      | Jasper Venter Riaan Schoeman Leith Shankland Darian Townsend | Południowa Afryka |          |        | aktualny |
| 7 września  | 50 m stylem motylkowym – mężczyzn             | Finał      | Jason Dunford                                                | Kenia             | 23.57    |        | aktualny |
| 7 września  | 200 m stylem grzbietowym mężczyzn             | Finał      | Darren Murray                                                | Południowa Afryka | 2:01.74  |        | aktualny |
| 7 września  | 100 m stylem grzbietowym – kobiet             | Finał      | Kirsty Coventry                                              | Zimbabwe          | 1:00.86  |        | aktualny |
| 8 września  | sztafeta 4 × 100 m stylem dowolnym – mężczyzn | Finał      | Leith Shankland Chad le Clos Gideon Louw Darian Townsend     | Południowa Afryka | 3:19.42  |        | aktualny |
| 8 września  | 400 m stylem dowolnym – mężczyzn              | Finał      | Ahmed Mathlouthi                                             | Tunezja           | 3:54.03  |        | aktualny |
| 8 września  | 100 m stylem grzbietowym – kobiet             | Finał      | Mandy Loots                                                  | Południowa Afryka | 59.86    |        | aktualny |
| 9 września  | 200 m stylem motylkowym mężczyzn              | Finał      | Chad le Clos                                                 | Południowa Afryka | 1:56.37  |        | aktualny |
| 9 września  | 100 m stylem grzbietowym – mężczyzn           | Finał      | Charl Crous                                                  | Południowa Afryka | 55.26    |        | aktualny |
| 9 września  | 50 m stylem dowolnym – kobiet                 | Eliminacje | Karin Prinsloo                                               | Południowa Afryka | 25.84    |        | aktualny |
| 10 września | 50 m stylem dowolnym – mężczyzn               | Finał      | Gideon Louw                                                  | Południowa Afryka | 22.34    |        | aktualny |
| 10 września | 200 m stylem zmiennym – mężczyzn              | Finał      | Chad le Clos                                                 | Południowa Afryka | 2:00.70  |        | aktualny |
| 10 września | 1500 m stylem dowolnym – kobiet               | Finał      | Roxanne Tammadge                                             | Południowa Afryka | 17:03.22 |        | aktualny |
| 10 września | 200 m stylem motylkowym – kobiet              | Finał      | Mandy Loots                                                  | Południowa Afryka | 2:12.46  |        | aktualny |
| 11 września | dziesięciobój – mężczyzn                      | Finał      | Jangy Addy                                                   | Liberia           | 7985     |        | aktualny |
| 12 września | Pchnięcie kulą – mężczyzn                     | Finał      | Ibrahim Farag Yasser                                         | Egipt             | 19.73 m  |        | aktualny |
| 12 września | 110 m przez płotki – mężczyzn                 | Finał      | Othman Hadj Lazib                                            | Algieria          | 13.48    |        | aktualny |
| 14 września | chód na 20 km – kobiet                        | Finał      | Chaïma Trabelsi                                              | Tunezja           | 1:40:35  |        | aktualny |
| 15 września | półmaraton – kobiet                           | Finał      | Mare Dibaba                                                  | Etiopia           | 1:10:47  |        | aktualny |